# MDMA
La 3,4-metilenediossimetanfetamina, più comunemente nota come MDMA o ecstasy (talvolta chiamata anche MD, XTC, Molly) è una sostanza psicoattiva appartenente alla classe delle feniletilamine, dagli spiccati effetti stimolanti ed entactogeni, anche se non propriamente psichedelici. È un composto semisintetico ottenuto comunemente a partire dal safrolo, composto presente negli olii essenziali di sassofrasso, noce moscata, vaniglia, radice di acoro, e in diverse altre spezie vegetali.
Diffusasi a partire dagli anni novanta nella scena rave, rappresenta uno dei più diffusi stupefacenti che viene assunto generalmente sotto forma di pastiglie o cristalli, disciolti in liquidi o meno comunemente fumati. L'abuso può comportare rischi per la salute, sia fisica sia cerebrale con evidenze sperimentali di neurotossicità.
È attualmente oggetto di ricerca in ambito psichiatrico come adiuvante per le sessioni di psicoterapia, in particolare nei casi di disturbi severi e resistenti ai trattamenti tradizionali. È attualmente una sostanza illegale e controllata al pari di altri stupefacenti anche se negli ultimi anni è stata approvata dalle agenzie del farmaco di alcuni Stati (come Canada e Australia) per l'utilizzo, in ambito clinico e strettamente sorvegliato, nella psicoterapia assistita dei casi complessi di disturbo post-traumatico da stress.

## Storia

### Scoperta
L'MDMA (3,4-metilenediossimetanfetamina) è stata sintetizzata per la prima volta nel 1912 dal chimico Anton Köllisch, che lavorava per la società farmaceutica tedesca Merck. All'epoca, Merck era interessata allo sviluppo di farmaci contro le emorragie che aggirassero il brevetto per un farmaco analogo, l'idrastinina, sviluppato dalla casa farmaceutica concorrente Bayer.
Köllisch sviluppò un analogo dell'idrastinina, la metilidrastina, su richiesta dei colleghi di laboratorio Walther Beckh e Otto Wolfes. L'MDMA (chiamato metilsafrilamina, safrilmetilamina o N-Metil-a-Metilomopiperonilamina nei rapporti di laboratorio di Merck) era un composto intermedio nella sintesi della metilidrastina,a cui la Merck non era direttamente interessata. Il 24 dicembre 1912, Merck depositò due domande di brevetto che descrivevano la sintesi e alcune proprietà chimiche dell'MDMA e la sua successiva conversione in metilidrastina.
I registri di Merck indicano che i suoi ricercatori tornarono a studiare il composto solo sporadicamente. Ad esempio, un brevetto del 1920 descrive una modifica chimica dell'MDMA. Solo nel 1927, Max Oberlin studiò la farmacologia dell'MDMA mentre era alla ricerca di farmaci con effetti simili all'adrenalina o all'efedrina, quest'ultima strutturalmente simile all'MDMA: rispetto all'efedrina, Oberlin osservò che aveva effetti simili sul tessuto muscolare liscio vascolare, effetti più marcati sull'utero, nessun "effetto locale sull'occhio" e un effetto sui livelli di zucchero nel sangue paragonabili a dosi elevate di efedrina, concludendo quindi per la prima volta che gli effetti dell'MDMA non erano limitati al sistema nervoso simpatico. La ricerca è stata interrotta "in particolare a causa di un forte aumento di prezzo della safrilmetilamina", che era ancora utilizzata come intermedio nella sintesi della metilidrastina. Nel 1952, Albert van Schoor eseguì semplici test tossicologici sulla sostanza, molto probabilmente durante la ricerca di nuovi stimolanti o farmaci per il sistema cardiocircolatorio. Nel 1959, Wolfgang Fruhstorfer sintetizzò nuovamente l'MDMA per testarla nell'ambito di un progetto di ricerca di nuovi composti stimolanti. Non è chiaro se Fruhstorfer abbia indagato gli effetti dell'MDMA sugli esseri umani.
Al di fuori di Merck, altri ricercatori iniziarono a studiare l'MDMA. Nel 1953 e nel 1954, l'esercito degli Stati Uniti commissionò uno studio sulla tossicità e sugli effetti comportamentali negli animali iniettati con mescalina e diversi altri composti psicoattivi, tra cui l'MDMA. Condotte presso l'Università del Michigan ad Ann Arbor, queste indagini furono declassificate nell'ottobre 1969 e pubblicate nel 1973. Un articolo polacco del 1960 di Biniecki e Krajewski, che descriveva la sintesi dell'MDMA come intermedio, fu il primo articolo scientifico pubblicato sulla sostanza.

### Diffusione
L'MDMA potrebbe essere stato utilizzato in ambito non medico negli Stati Uniti durante il 1968. Un rapporto dell'agosto 1970 indica che l'MDMA veniva utilizzata per scopi ricreativi nell'area di Chicago, emergendo probabilmente come sostituto del suo analogo metilenediossiamfetamina (MDA), all'epoca era popolare tra gli utilizzatori di psichedelici, dopo che in quell'anno fu inserita nella Tabella 1 degli stupefacenti negli Stati Uniti.
Un ruolo decisivo nella sua riscoperta e diffusione lo ebbe il chimico e psicofarmacologo americano Alexander Shulgin che sintetizzò l'MDMA nel 1965 mentre lavorava come ricercatore per la società chimica USA Dow Chemical Company, a quell'epoca però senza testarne le proprietà psicoattive. Intorno al 1970, Shulgin inviò le istruzioni per la sintesi dell'MDMA al fondatore di una società chimica di Los Angeles che le aveva richieste, il quale le fornì successivamente ad un cliente nel Midwest. Si ritiene perciò che Shulgin potrebbe aver giocato un ruolo nella diffusione dell'MDMA a Chicago.
Shulgin sentì parlare per la prima volta degli effetti psicoattivi dell'MDMA solo nel 1975 quando uno studente riportò un "effetto simile all'anfetamina". Nel maggio 1976, Shulgin sentì nuovamente parlare degli effetti dell'MDMA, questa volta da una studentessa del gruppo di chimica farmaceutica con cui era in contatto: la studentessa riporta che, insieme a degli amici, aveva consumato 100 mg di MDMA riferendo esperienze emotive positive. In seguito alle auto-sperimentazioni di un collega dell'Università di San Francisco, Shulgin sintetizzò l'MDMA e lo provò egli stesso nel settembre e ottobre 1976. Shulgin riferì per la prima volta sull'MDMA in una presentazione a una conferenza a Bethesda, Maryland, nel dicembre 1976. Nel 1978, lui e David E. Nichols, un altro importante studioso nel campo della psicofarmacologia, pubblicarono il primo studio sugli effetti psicoattivi del farmaco negli esseri umani. Essi descrissero l'MDMA come un induttore di "uno stato alterato di coscienza facilmente controllabile con sfumature emotive e sensuali" paragonabile "alla marijuana o alla psilocibina ma priva della componente allucinatoria e paragonabile a basse dosi di MDA".
Sebbene non trovasse le proprie esperienze con l'MDMA particolarmente potenti, Shulgin fu colpito dagli effetti disinibitori del farmaco e pensò che potesse essere utile come adiuvante delle sessioni di psicoterapia: riteneva infatti che potesse aiutare chi lo assumeva a liberarsi dagli schemi disfunzionali, abitudini malsane e quindi a percepire la propria emotività con maggiore chiarezza. Shulgin stesso usava occasionalmente l'MDMA per rilassarsi, riferendosi a esso come "il mio martini a basso contenuto calorico", donandolo anche ad amici e ricercatori che pensava potessero trarne un beneficio. Uno di questi era Leo Zeff, uno psicoterapeuta noto per l'uso di sostanze psichedeliche durante le sessioni di psicoterapia. Quando lo provò nel 1977, Zeff fu impressionato dagli effetti dell'MDMA tanto da indurlo a ritornare in attività nonostante fosse in pensione per promuoverne l'uso nella psicoterapia. Negli anni successivi, Zeff viaggiò per gli Stati Uniti e occasionalmente in Europa, formando circa quattromila psicoterapeuti all'uso terapeutico dell'MDMA. Zeff chiamò il farmaco "Adam" e credeva permettesse ai pazienti di regredire ad uno "stato primordiale" dal valore terapeutico.
Gli psicoterapeuti dell'epoca credevano che l'MDMA, quando usato in un contesto terapeutico, riducesse le emozioni negative legate a ricordi traumatici e aumentasse l'apertura emotiva, permettendo di affrontare e riprocessare i vissuti. Le sessioni si svolgevano di solito a casa del paziente o del terapeuta. Aneddoticamente, si diceva che l'MDMA accelerasse notevolmente la terapia ed era particolarmente utilizzato nella terapia di coppia, anche per la sua capacità di far riaffiorare sensazioni di legame emotivo e venendo perciò chiamato all'epoca "Empathy" (l'identificativo "Ecstasy" nacque più tardi).

### Uso ricreativo
Tra la fine degli anni '70 e all'inizio degli anni '80, l'MDMA superò l'ambito psicoterapeutico e si diffuse attraverso i contatti degli stessi studiosi. Temendo che potesse essere messo al bando, come avvenuto in precedenza per altri composti come l'LSD e la mescalina, gli studiosi tentarono di limitare la diffusione dell'MDMA e delle informazioni su di esso, conducendo al contempo ricerche informali sui suoi effetti.
Si stima che in questi contesti informali, tra gli anni '70 e la metà degli anni '80, vennero consumate circa 500.000 dosi. Tra la fine degli anni '70 e l'inizio degli anni '80, l'MDMA veniva utilizzata nei locali notturni di Boston e New York City, come lo Studio 54 e il Paradise Garage.
Nei primi anni '80, quando il mercato ricreativo cominciava a espandersi lentamente, la produzione di MDMA era ancora dominata da un piccolo gruppo di chimici di Boston e limitata per lo più agli studiosi che la utilizzavano in contesti terapeutici. Il così chiamato "Boston Group", che aveva iniziato le proprie operazioni nel 1976, non riuscì a tenere il passo con la crescente domanda e si verificarono frequentemente delle carenze.
Percependo un'opportunità di business, Michael Clegg, distributore del Southwest per il Boston Group, fondò il suo "Texas Group" finanziato da amici del Texas. Nel 1981, Clegg coniò il termine "Ecstasy" come termine slang per identificare l'MDMA per aumentarne la commerciabilità al di fuori dell'ambito terapeutico. A partire dal 1983, il Texas Group produsse in serie MDMA in un laboratorio del Texas o lo importò dalla California, commercializzando le compresse con un modello di marketing basato su strutture di vendita piramidale e numeri verdi. L'MDMA poteva essere acquistato con carta di credito e le imposte sulle vendite venivano pagate. Con il marchio "Sassyfras", le compresse di MDMA venivano vendute in flaconi marroni. Il Texas Group pubblicizzava "Ecstasy parties" nei bar e nelle discoteche, descrivendo l'MDMA come una "droga divertente" e "buona per ballare". L'MDMA veniva distribuita apertamente nei bar e nei locali notturni di Austin e della zona di Dallas-Fort Worth, diventando popolare tra gli yuppies, gli studenti universitari e i gay.
Un laboratorio californiano che analizzava campioni di sostanze inviati in anonimato dai consumatori rilevò per la prima volta l'MDMA nel 1975. Negli anni successivi il numero di campioni di MDMA aumentò, superando alla fine il numero di campioni di MDA all'inizio degli anni '80. A metà degli anni '80, l'uso di MDMA si era diffuso nei college di tutti gli Stati Uniti.
Negli Stati Uniti e in Europa il consumo di MDMA è aumentato in maniera considerevole, diffusa nelle feste rave così come nelle discoteche. In queste situazioni è sovente assunta assieme ad altre sostanze psicoattive come stimolanti, sedativi, l'alcol o psichedelici come l'LSD. La tossicità di simili miscugli è pressoché ignota ma degli studi su animali indicano che queste combinazioni possono incrementarne la tossicità.
L'MDMA viene venduta comunemente sotto forma di pastiglie da deglutire o cristalli (spesso sciolti in acqua o bevande alcoliche, identificate in alcune zone col nome gergale di "beverone" o "morbidone", alle quali conferisce un sapore amaro, senza però cambiarne il colore e producendo una sorta di schiuma se agitate). L'MDMA può essere miscelato a Ketamina in quella che viene comunemente chiamata "cocaina rosa".
Secondo statistiche, nel 2016 circa 21 milioni di persone tra i 15 e i 64 anni (lo 0,3% della popolazione mondiale) avevano fatto uso di MDMA almeno una volta nella vita, una percentuale simile a quella di cocaina e amfetamine ma inferiore alla cannabis. In Italia, al 2017 il 2,8% dei giovani tra i 15 e i 34 anni ha fatto uso di MDMA, una percentuale di molto inferiore a quella che si rileva in altri Stati europei.
Secondo il Rapporto europeo sulle droghe del 2024, l'MDMA è il secondo stimolante illecito più comunemente utilizzato in Europa, dopo la cocaina.

## Meccanismo d'azione

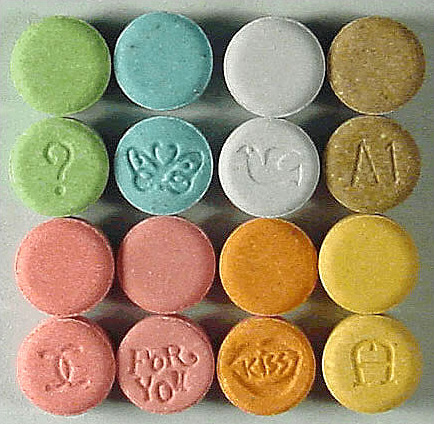
Alcune compresse di MDMA. I disegni e i colori brillanti sono utilizzati appositamente per rendere la sostanza stupefacente più invitante e suscitare meno refrattarietà nel consumatore (soprattutto occasionale).

L'MDMA agisce come potente releaser delle monoamine serotonina, noradrenalina e dopamina. L'elevato e rapido aumento della loro concentrazione nel vallo sinaptico, in particolare della serotonina, è responsabile dei suoi effetti psicoattivi.
L'MDMA è un substrato dei trasportatori delle monoamine (SERT, DAT, NET) che lo trasportano all'interno del neurone dove agisce da agonista nei confronti del recettore associato alle monoamine (TAAR1) mentre inibisce l'azione del trasportatore vescicolare per le monoamine di tipo 2 (VMAT2).
L'inibizione del suddetto trasportatore blocca il trasporto dei neurotrasmettitori monoamine (serotonina, noradrenalina e dopamina) all'interno delle vescicole plasmatiche, aumentando di conseguenza la loro concentrazione nel citosol. L'azione agonista al TAAR1 attiva il signalling mediato dalle protein chinasi A e protein chinasi C che portano alla fosforilazione dei trasportatori delle monoamine (SERT, DAT, NET) e quindi inversione della direzione del trasporto delle monoamine (la cui concentrazione era aumentata per inibizione del VMAT2), che quindi vengono prelevate dal citosol e immesse nel vallo sinaptico.
Farmaci che bloccano il reuptake delle monoamine come gli SSRI, SNRI, cocaina contrastano gli effetti di questo composto, impedendone la ricaptazione.
L'MDMA ha un'affinità all'incirca 10 volte superiore per il trasportatore della serotonina che per quello delle altre monoamine, per cui ha un effetto prevalentemente serotoninergico: in un esperimento è riportato che una dose di tale composto è stata in grado di aumentare dopo 40 minuti dalla somministrazione del 900% i livelli extracellulari di serotonina, non aumentando in maniera significativa quelli di dopamina (per confronto il mefedrone ha aumentato del 950% quella di serotonina e del 500% quello di dopamina mentre l'amfetamina ha aumentato del 400% quelli di dopamina non modificando significativamente quelli di serotonina).
MDMA possiede anche altri target secondari, in parte dovuti ai suoi metaboliti come l'MDA. È infatti un parziale agonista dei recettori 5-HT1 e 5-HT2, ciò potrebbe essere responsabile del notevole aumento delle concentrazioni ematiche di ossitocina, cortisolo e prolattina che si verificano negli assuntori. Inoltre, in modo analogo alla metanfetamina, induce un incremento della produzione di adrenalina da parte del surrene. Quando assunto per via orale, i primi effetti cominciano a manifestarsi dopo circa 40 minuti e la massima concentrazione plasmatica viene raggiunta in 1:30-3 ore circa. Gli effetti durano qualche ora, fino a quando non vengono esaurite le riserve cellulari di serotonina. I livelli di serotonina tendono a ristabilirsi, nel consumatore occasionale, nel giro di qualche giorno. L'emivita è di circa 8-9 ore.
Il composto è prevalentemente metabolizzato per via epatica (80% per mezzo anche di CYP2D6) principalmente per due diverse vie che coinvolgono reazioni di ossidazione e demetilazione, che portano alla formazione di metaboliti N-demetilati (MDA) e quindi O-demetilati (derivati della metil dopa) che vengono poi idrossilati sull'anello benzenico in posizione 3 e coniugati con glutatione e N-acetilcisteina per formare addotti tioeterei che si crede siano i responsabili della azione neurotossica della sostanza; una parte (20%) è escreta immodificata nelle urine. Assorbimento, escrezione e metabolismo seguono una cinetica particolarmente non lineare che porta a un aumento non proporzionale delle concentrazioni plasmatiche e dell'emivita: in uno studio è riportato che una dose di 120 mg comporta un'area sotto la curva della concentrazione plasmatica doppia rispetto a quella di una dose di 100 mg.

## Usi terapeutici
L'agenzia federale americana per il controllo delle sostanze stupefacenti (DEA) mise al bando l'MDMA nel 1986 quando lasciò l'ambito psicoterapeutico per approdare in quello dei club, rappresentando un problema di salute pubblica. Prima di allora era utilizzata da alcuni terapeuti, anche celebri come Leo Zeff, Claudio Naranjo, George Greer, Joseph Downing e Philip Wolfson come adiuvante della psicoterapia, ad esempio nell'ambito della terapia di coppia.
L'induzione di uno stato di maggiore neuroplasticità funzionale e strutturale, in alcuni aspetti simile allo stadio critico dello sviluppo cerebrale tipico dell'infanzia, sarebbe alla base degli effetti terapeutici. Inoltre la capacità della sostanza di ridurre le emozioni negative legate ai ricordi di eventi traumatici, ne permetterebbe una più efficace rielaborazione nel contesto della psicoterapia, migliorandone perciò gli effetti.
Nel 2017, alcuni studiosi del Regno Unito hanno avviato il primo studio clinico sull'uso di MDMA nel trattamento dell'alcolismo.
Il potenziale dell'MDMA come antidepressivo ad azione rapida è stato studiato in trial clinici, ma al 2017 le prove di efficacia e sicurezza erano insufficienti per giungere a una conclusione definitiva sulla sua raccomandazione in tale ambito.
Una review del 2014 sulla sicurezza e l'efficacia dell'MDMA come trattamento per vari disturbi, in particolare il disturbo da stress post-traumatico, ha indicato che l'MDMA ha un'efficacia terapeutica in alcuni pazienti; tuttavia, ha sottolineato che devono essere condotte maggiori indagini relativamente alla controllabilità delle esperienze indotte dall'MDMA e al recupero neurochimico (l'autore ha osservato che l'ossitocina e la d-cicloserina sono co-farmaci potenzialmente più sicuri nel trattamento del PTSD, anche se con prove di efficacia limitate). Questa ed altre review hanno concluso che, a causa della potenziale neurotossicità dell'MDMA (come la neurotossicità serotoninergica e compromissione persistente della memoria), "devono essere condotte molte più ricerche" per determinare il rapporto rischio/beneficio dell'utilizzo dell'MDMA per il trattamento del disturbo post-traumatico da stress.
L'utilizzo combinato dell'MDMA nelle sessioni di psicoterapia per il trattamento del disturbo post-traumatico da stress è stato anch'esso studiato in diversi studi che hanno fornito moderate evidenze di efficacia. In una nota diffusa nell'agosto 2017 sui risultati preliminari della sperimentazione, la psicoterapia coadiuvata dall'MDMA per tale disturbo è stata definita una breakthrough therapy dall'agenzia regolatoria statunitense (FDA) per via dei risultati particolarmente incoraggianti. Uno studio effettuato comparando l'effetto della psicoterapia assistita da MDMA rispetto all'utilizzo di un placebo, ha rilevato che il 67% dei partecipanti al gruppo MDMA+psicoterapia non soddisfaceva più i criteri diagnostici per il disturbo, contro il 32% di quelli assegnati al gruppo placebo+terapia. Tuttavia, la mancanza di studi ampi comparativi con i trattamenti standard o con un placebo, potrebbe aver portato ad una sovrastima degli effetti terapeutici, per via delle alte aspettative di efficacia da parte dei pazienti, non permettendo quindi di tratte informazioni definitive sul rapporto rischi/benefici di tale combinazione.
La psicoterapia assistita da MDMA è attualmente in sperimentazione anche per i disturbi alimentari, l'angoscia in pazienti gravemente malati e l'ansia sociale negli adulti autistici. Uno studio del 2013 ha mostrato che l'MDMA dà buoni risultati nella cura dell'acufene.

## Effetti indotti e collaterali
In genere gli effetti della sostanza si instaurano entro 30-60 minuti dall'assunzione, raggiungendo il picco entro 70-120 minuti che persiste, in genere, per 3,5 ore. Gli effetti psicoattivi a breve termine desiderati includono:
- Sensazione di felicità ed euforia, senso di generale benessere e rilassamento, ansiolisi;
- Elevati livelli di energia, con relativa diminuzione della sensazione fatica;
- Aumento dell'empatia, senso di vicinanza e legame emotivo con cose e persone, aumento della socialità, dell'emotività e della fiducia in se stessi;
- Alterazione della percezione dello scorrere del tempo;
- Leggere allucinazioni (specie a dosi elevate).

Gli effetti collaterali a breve termine derivanti dall'uso della sostanza possono invece includere:
- movimenti involontari: nistagmo, bruxismo, iperriflessia, mioclono;
- sintomi psicologici: irrequietezza, confusione, panico, insonnia;
- risposte automiche: piloerezione, aumento della sudorazione, ipertermia, aumento della pressione e della frequenza cardiaca, midriasi;
- diminuzione dell'appetito e della diuresi, scarsa salivazione, disidratazione;
- disturbi gastrointestinali come reflusso ed acidità di stomaco, diarrea e nausea.

Nei casi più gravi possono verificarsi rabdomiolisi con mioglobinuria, coagulazione intravascolare disseminata, ipertermia, insufficienza renale acuta, psicosi acuta, specialmente se l'MDMA viene assunta insieme con alcolici o altri stupefacenti. In soggetti predisposti può presentarsi una severa ipertensione e danno epatico anche grave, risultati in alcuni rari casi in trapianto o decesso. I sintomi del danno epatico si presentano generalmente due giorni dopo l'assunzione della sostanza con ittero, astenia, aumento dei parametri ematici quali transaminasi e tempo di protrombina, nausea e dolore addominale che richiedono trattamento immediato e che possono evolvere, nei casi più gravi ed entro il decimo giorno dall'assunzione, in insufficienza epatica che può richiedere trapianto ausiliario di fegato. Il meccanismo alla base di tale epatotossicità non è completamente delucidato ma potrebbe risiedere nell'esaurimento delle scorte di glutatione e lo stress ossidativo; l'integrazione di N-acetilcisteina e acido ascorbico sembrano prevenire tali effetti.
Sono documentati casi di disidratazione dovuti alla non percezione della stanchezza e al relativo continuo movimento che hanno causato l'ospedalizzazione o il decesso del soggetto, solitamente quando è assunta insieme con alcol.
L'uso di MDMA comporta inoltre ipertermia (innalzamento della temperatura corporea fino a oltre 40 °C) specialmente in conseguenza di periodi di attività fisica prolungata come il ballare: l'aumento della temperatura corporea è stato strettamente correlato alla tossicità cerebrale dell'MDMA. Infatti, nel corso di studi sui ratti, lo stretto controllo della temperatura corporea ha diminuito notevolmente i danni neuronali.
Il calo di serotonina conseguente all'uso di MDMA può causare stati depressivi specie in soggetti predisposti inducendo depressioni, ansia e disturbi comportamentali: il 60% degli assuntori in media, nei giorni seguenti all'assunzione, sperimentano sintomi di depressione e ansia (nei paesi anglosassoni è gergalmente chiamato blue tuesday). Il suo uso frequente o ad alte dosi può cronicizzare e aggravare tali sintomi.
Alcuni consumatori di MDMA esagerano nel consumo di acqua con lo scopo di compensare la perdita di liquidi e l'ipertermia, scatenando un'intossicazione acuta da acqua. È infatti importante non solo reintegrare le riserve idriche ma anche quelle minerali. Per questo è importante consumare integratori idrici di sali minerali come quelli di tipo commerciale usati da chi fa sport e snack salati, anche il giorno seguente all'assunzione della sostanza, allo scopo di evitare il pericolo reale di iponatremia (abbassamento della concentrazione di sodio nel sangue). L'MDMA può causare cambiamenti nella sintesi dell'ormone della diuresi (ADH) che ha come conseguenza una suscettibilità maggiore all'iponatremia.

### Effetti post acuti e tossicità

#### Effetti entro 24 ore
- diminuzione rapida dei livelli di serotonina e dei prodotti del suo metabolismo come 5-idrossitriptamina (5-HT) e di acido 5-idrossiindolacetico (5-HIAA) a seguito dell'esaurimento delle scorte cellulari;
- diminuzione dell'attività della triptofanoidrossilasi (TPH, l'enzima responsabile della sintesi della serotonina) e dei livelli del trasportatore della serotonina (SERT, la proteina che ricicla la serotonina la cui riduzione non è chiaro se sia dovuta a un fenomeno compensatorio chiamato down-regulation o al danneggiamento delle sinapsi);
- ritorno dei normali livelli di serotonina e dei suoi metaboliti entro 24-48 ore;
- aumento del battito cardiaco e della pressione sanguigna.

#### Effetti a lungo termine (superiori alle 48 ore)
- diminuzione lenta ma persistente di serotonina e dei suoi metaboliti dopo il recupero iniziale;
- persistenza della diminuzione dell'attività della TPH (triptofano idrossilasi);
- ansia, depressione, esaurimento fisico e sintomi psichiatrici che possono persistere per alcuni giorni;
- diminuzione persistente della densità dei recettori serotoninergici e del trasportatore della serotonina;
- alterazioni vascolari cerebrali, delle concentrazioni di nutrienti, della materia bianca e di composti legati a processi infiammatori che tendono a persistere per alcune settimane;[63]
- recupero lento (anche mesi) di alcuni parametri (livelli di serotonina, del trasportatore della serotonina e della triptofano idrossilasi tendono a recuperare nell'arco di poche settimane; alcune piccole alterazioni microvascolari sono invece rilevabili anche dopo alcuni mesi).

Sezione di cervello di primati non umani trattati ripetutamente con dosi molto elevate di MDMA. La prima immagine si riferisce al cervello non esposto alla sostanza, la seconda al cervello due settimane dopo l'esposizione alla sostanza mentre la terza mostra il cervello dopo sette anni dall'esposizione.

Gli effetti a lungo termine dell'uso di MDMA non sono stati ancora del tutto caratterizzati. Numerosi studi mostrano come tale composto sia una tossina serotoninergica, in grado cioè di danneggiare i neuroni che producono serotonina: tali studi su cavie e primati hanno infatti dimostrato che sia in grado di causare la perdita delle connessioni (sinapsi) tra i neuroni della serotonina, in particolare quelle a lunga distanza. Queste connessione tendono poi a ricrescere parzialmente nel corso di diversi mesi ma in maniera non equivalente, cioè formando molte connessioni a breve raggio ma non a lunga distanza (sprouting). In questi studi su animali si usano generalmente dosi alte della sostanza, in modo da evidenziare al massimo queste alterazioni, la cui entità si è vista aumentare esponenzialmente alla dose somministrata (non è però escluso che possano verificarsi anche negli esseri umani alle dosi comunemente assunte per l'uso ricreativo).
Negli studi su pazienti, l'assunzione si è dimostrata diminuire il numero di trasportatori della serotonina e dei suoi recettori (ma ciò non è chiaro se sia dovuto a un effetto di down-regulation, quindi reversibile, o alla perdita delle connessioni serotoninergiche), creare delle alterazioni microvascolari a livello cerebrale che tendono a persistere anche dopo alcune settimane (il tono vascolare è regolato anche dalla serotonina, in particolare si è osservato un aumento del flusso di fluidi in alcune aree cerebrali che potrebbe essere indice di una diminuzione del tono serotoninergico indotto dalla sostanza o alla diminuzione della resistenza al flusso a causa della perdita delle sinapsi; tali effetti sono stati trovati anche in soggetti che avevano fatto uso della sostanza per la prima volta), alterare il numero di recettori per la serotonina (anche in questo caso non è chiaro se sia dovuto a effetti di down-regulation o alla perdita delle sinapsi), alterare l'attività di alcune aree cerebrali, inibire la crescita di neuriti, diminuire i livelli di serotonina nell'ordine del 5-10% che tendono a recuperare nell'arco di 2-3 mesi di astinenza. Queste alterazioni sono evidenti nei consumatori abituali o in quelli di alti dosaggi, nei quali alcune di queste alterazioni sono rilevabili anche dopo mesi di astinenza insieme con alterazione di parametri psicologici. Nei consumatori occasionali che fanno uso di basse dosi del composto, la presenza e la persistenza di tali alterazioni è più difficile da rilevare e i risultati degli studi, in questi casi, sono contrastanti.
Tali alterazioni possono causare, specie in soggetti che ne hanno fatto un uso prolungato o ad alte dosi, problemi psicologici e cognitivi persistenti anche ad anni di distanza.
Si ritiene che l'attività neurotossica del composto non sia dovuta tanto alla sua attività farmacologica o al composto in sé quanto all'attività pro-ossidante di alcuni suoi metaboliti (ancora non del tutto identificati) dal momento che altre sostanze dalla simile attività farmacologica (releaser di monoamine) non mostrano effetti neurotossici evidenti in acuto e che la tossicità può essere diminuita notevolmente in un ambiente antiossidante (presenza di antiossidanti, inibizione di enzimi ossidativi, abbassamento della temperatura). Studi su animali hanno evidenziato alterazioni nella struttura neuronale (e quindi evidenza di danno) anche a dosaggi molto bassi di 1,26 mg/kg del composto (equivalente a circa 100 mg per una persona di 70 kg anche se non è chiaro quanto questi risultati possano essere traslati sull'uomo).

Studio pubblicato nel 2010 sulla rivista medica The Lancet che compara i danni delle sostanze psicoattive "Drug harms in the UK: a multicriteria decision analysis."

Sono stati riportati rari casi di intossicazione, psicosi, danno epatico grave (risultati in epatite fulminante e trapianto) anche a seguito di una sola assunzione di dosi non elevate della sostanza, anche se in alcuni casi era stata rilevata la coassunzione di altre sostanze (come alcol, cannabis, altre amfetamine o nicotina) che possono aumentarne la tossicità.
In uno dei più estesi studi sulla sostanza, effettuato tra il 2010 e il 2011 dal team del prof. Halpern dell'Università di Harvard e pubblicato sulla rivista Addiction ha dimostrato che un uso cronico e massiccio di MDMA è responsabile di deficit cognitivi, anche se molti dei valori riportati non hanno raggiunto un sufficiente grado di significatività statistica. Gli utilizzatori saltuari e moderati, invece, non presenterebbero evidenti segni di tali deficit.
Nella classifica di pericolosità delle varie droghe stilata dalla rivista medica Lancet, l'MDMA occupa il diciassettesimo posto: questa classifica considera il pericolo integrale di una sostanza, cioè il pericolo complessivo creato per sé e per gli altri quando la si assume, compreso il rischio di dipendenza, il costo economico e contesto criminale associato. Questa scala non considera però la neurotossicità, gli effetti sulle capacità cognitive e la salute mentale indotte dalle sostanze in classifica.

## Interazioni con altre sostanze
- L'assunzione di MDMA in concomitanza con gli inibitori della monoamino ossidasi (MAO-I) è una combinazione pericolosa e potenzialmente letale.[92] I MAO-I si trovano nei farmaci antidepressivi come Nardil (fenelzina), Parnate (tranilcipromina), Marplan (isocarbossazidina), Deprenil (selegilina), Aurorix/Manerix (moclobemide).[93] Anche l'ayahuasca contiene MAO-I (armina e armalina).
- L'assunzione contemporanea di MDMA e Ritonavir (farmaco antiretrovirale inibitore delle proteasi, utilizzato nelle terapie della infezione da HIV) pone un grave rischio di morte.[94]
- Le persone con precedenti episodi di attacchi cardiaci, ipertensione, aneurisma o infarto, glaucoma, malattie epatiche o renali, ipoglicemia possono essere a rischio maggiore. Particolare attenzione va fatta nel combinare MDMA e Viagra (sildenafil).
- I farmaci antidepressivi SSRI/SNRI inibiscono gli effetti comportamentali dell'MDMA.[95]

L'assunzione di MDMA associata a medicinali antibiotici porta all'aumento dei rischi per la salute. Può avere pericolose interazioni farmacologiche quando, in concomitanza all'assunzione, si è sotto terapia medico-farmacologica di qualsiasi tipo. L'uso è comunque fortemente sconsigliato a chi è affetto da patologie renali, epatiche (anche lievi o latenti) e a chi soffre di pressione alta.

## Strategie di diminuzione del rischio
Vanno sotto questo nome delle strategie volte a diminuire i rischi di tossicità derivanti dalla sua assunzione. Alcune di esse non sono verificate attraverso studi scientifici rigorosi, ma si basano su risultati di alcune osservazioni effettuate in studi su animali, o su report aneddotici di utilizzatori della sostanza. Non essendo validate in ambito clinico attraverso degli studi appositi, affidarsi a tali strategie potrebbe porre dei rischi per la salute. 
- Mantenere un adeguato livello di idratazione e di sali: l'ipertermia indotta dalla sostanza, associata all'attività fisica o ad ambienti molto caldi quali potrebbero essere dei locali, possono incrementarne la tossicità. È perciò indicata un'adeguata idratazione (viene in genere consigliata l'assunzione di 250 mL/ora di liquidi), anche facendo uso di integratori salini per uso sportivo al fine di evitare di creare scompensi elettrolitici a causa dell'assunzione di quantità eccessive di acqua e compensare le perdite di sali indotte.[96]
- Mantenere una bassa temperatura corporea: la tossicità è proporzionale alla temperatura corporea, che può raggiungere e superare i 40 °C sotto l'effetto della sostanza: può essere utile raffreddarsi, fare pause, evitare ambienti eccessivamente caldi.
- Evitare di utilizzare dosi eccessive e di ridosare: nella maggior parte dei soggetti, una dose di 80 mg del composto è in grado di produrre gli effetti desiderati; assumere una dose superiore può far aumentare ancor di più gli effetti indesiderati e tossici piuttosto che quelli desiderati. Gli effetti della sostanza dipendono essenzialmente dal rilascio della serotonina intracellulare: per questo, quando le riserve sono esaurite, un'ulteriore assunzione potrebbe non indurre gli effetti desiderati ma innescare solo quelli collaterali.[97]
- Assumere antiossidanti: alcune osservazioni sperimentali indicano che la tossicità sarebbe dovuta all'effetto pro ossidante di alcuni metaboliti e che, quindi, questa venga notevolmente diminuita in ambiente antiossidante.[98][99] L'assunzione di vitamine (come la B o la C[54][100]) o di altri composti dalla spiccata attività antiossidante (come l'acetilcisteina,[54] melatonina,[99] acetil L-carnitina,[101] acido alfa lipoico,[102] astaxantina,[103] selegilina[104]), sia prima sia dopo l'assunzione, sarebbe in grado di diminuire la tossicità cerebrale e fisica della sostanza. Non sono stati svolti studi tesi a confermare l'efficacia e la sicurezza di queste combinazioni su pazienti.
- Assumere nei giorni seguenti integratori a base di 5-idrossitriptofano (5-HTP): il 5-HTP è il precursore della serotonina, la sostanza che viene persa a seguito dell'uso di MDMA e la cui carenza è la causa degli sgradevoli effetti collaterali (depressione, ansia, irritabilità) sperimentati nei giorni seguenti all'assunzione della droga. L'integrazione con questo composto sembrerebbe diminuirli. Non sono stati svolti studi utili a confermare l'efficacia e la sicurezza di queste combinazioni sui pazienti.
- Evitare assunzioni ravvicinate: le alterazioni nella distribuzione dei recettori cellulari indotte dall'uso della sostanza impiegano alcune settimane/mesi per ristabilirsi. Assumere la sostanza troppo spesso espone al rischio di una maggiore tossicità e alla tolleranza nei confronti della sostanza con la conseguente diminuzione degli effetti positivi percepiti.[105] Nelle community online, è diffusa l'opinione che le assunzioni debbano avvenire al massimo ogni 3 mesi.[106]